# Mistrovství Evropy ve fotbale hráčů do 21 let 1980
Mistrovství Evropy ve fotbale hráčů do 21 let 1980 bylo druhým ročníkem tohoto turnaje. Vítězem se stala sovětská fotbalová reprezentace do 21 let.

## Kvalifikace
Hlavní článek: Kvalifikace na Mistrovství Evropy ve fotbale hráčů do 21 let 1980
Celkem 25 týmů bylo rozlosováno do osmi skupin po třech, resp. čtyřech týmech. Ve skupinách se utkal každý s každým doma a venku. Vítězové skupin následně postoupili do vyřazovací fáze hrané systémem doma a venku.

## Vyřazovací fáze

### Čtvrtfinále
| Domácí v 1. zápase | Celkem | Hosté v 1. zápase | 1. zápas | 2. zápas |
| ------------------ | ------ | ----------------- | -------- | -------- |
| Československo     | 2:3    | Jugoslávie        | 1:1      | 1:2      |
| Maďarsko           | 2:3    | NDR               | 2:0      | 0:3      |
| Sovětský svaz      | 3:1    | Itálie            | 3:1      | 0:0      |
| Anglie             | 2:1    | Skotsko           | 2:1      | 0:0      |

### Semifinále
| Domácí v 1. zápase | Celkem | Hosté v 1. zápase | 1. zápas | 2. zápas |
| ------------------ | ------ | ----------------- | -------- | -------- |
| Anglie             | 1:3    | NDR               | 1:2      | 0:1      |
| Sovětský svaz      | 4:0    | Jugoslávie        | 3:0      | 1:0      |

### Finále
| Domácí v 1. zápase | Celkem | Hosté v 1. zápase | 1. zápas | 2. zápas |
| ------------------ | ------ | ----------------- | -------- | -------- |
| NDR                | 0:1    | Sovětský svaz     | 0:0      | 0:1      |